# District de Uljin
Le district d'Uljin est un district de la province du Gyeongsang du Nord, en Corée du Sud situé au pied des monts Taebaek et au bord de la mer du Japon. Avant 1963, il faisait partie du Gangwon.

## Histoire
Au temps des chefferies, la région était considérée comme étant l'une des « trois nations de la grande mer bleue » avec les pays des Ye (Gangneung) et des Shiljik (Samcheok).
En l'an 102, la région passe sous le contrôle de Silla. À partir de 458, elle fait partie du Koguryo. Avant de prendre le nom de Uljin en 757 sous le règne de Gyeondeok de Silla.
À l'automne 1950, pendant la guerre de Corée, la police et l'armée sud-coréenne exécutent 256 villageois accusés d'avoir collaboré avec les Nord-coréens pendant l'occupation de la région.
Début novembre 1968, un commando de 120 soldats nord-coréens s'infiltre dans la région et se livre à des activités de propagande. Dénoncés par la population après qu'ils ont tué un villageois, ils sont pourchassés et 107 d'entre eux sont tués.

## Géographie

### Économie
La centrale nucléaire d'Uljin mise en service en 1988 est l'une des plus grandes centrales du monde mais l'implantation d'un site de stockage des déchets a été refusée. La pêche joue un rôle important.

### Climat
Uljin étant situé au bord de la mer, le climat est plus tempéré que dans la plus grande partie de la péninsule coréenne avec des hivers relativement doux (+1,0 °C en moyenne en janvier) et moins secs. Il est aussi  relativement bien ensoleillé. Son climat est de type subtropical humide (Cfa selon la classification de Köppen).
| Mois                                | jan.  | fév.  | mars  | avril | mai   | juin  | jui.  | août  | sep.  | oct.  | nov.  | déc.  | année   |
| ----------------------------------- | ----- | ----- | ----- | ----- | ----- | ----- | ----- | ----- | ----- | ----- | ----- | ----- | ------- |
| Température minimale moyenne (°C)   | −3,2  | −1,8  | 1,8   | 7     | 11,6  | 15,6  | 19,9  | 20,9  | 16,1  | 10,3  | 4,2   | −0,8  | 8,5     |
| Température moyenne (°C)            | 1     | 2,5   | 6,4   | 12    | 16,1  | 19,1  | 22,8  | 23,8  | 19,9  | 15,1  | 9,1   | 3,7   | 12,6    |
| Température maximale moyenne (°C)   | 6,2   | 7,5   | 10,9  | 16,8  | 20,7  | 22,9  | 26,3  | 27,2  | 23,9  | 20    | 14,3  | 9,1   | 17,2    |
| Ensoleillement (h)                  | 203,1 | 186,7 | 205,8 | 228,8 | 235,9 | 194,4 | 163,1 | 184,7 | 175   | 203,6 | 188,3 | 203,9 | 2 373,2 |
| Précipitations (mm)                 | 46,7  | 41,3  | 58    | 61    | 70    | 105,8 | 186,8 | 208,8 | 185,6 | 64,2  | 57,3  | 33,4  | 1 119   |
| Nombre de jours avec précipitations | 5,4   | 6,3   | 8,3   | 7,3   | 8     | 9,6   | 13,8  | 13,2  | 11,1  | 6,5   | 6,2   | 4,2   | 99,9    |
| Humidité relative (%)               | 51,4  | 56,3  | 62,1  | 63,6  | 70,7  | 80    | 83,3  | 83,7  | 80,1  | 69,5  | 60,5  | 52,1  | 67,8    |

### Subdivisions administratives
Situé dans une région montagneuse et isolée car éloignée des grandes villes de Corée du Sud, le district a vu sa population décliner durant les dernières décennies. Elle est passée de 117 602 habitants en 1966 à 90 782 en 1980, 70 764 en 1996 et 52 681 en 2012.
Le district est composé de deux cités (eup) et de huit communes (myeon) :

Subdivisions du district d'Uljin

| Subdivisions               | Habitants (2010) | Superficie (km²) | Densité (hab/km²) | Statut |
| -------------------------- | ---------------- | ---------------- | ----------------- | ------ |
| Uljin (울진읍, 蔚珍邑)     | 13 920           | 81,31            | 171               | eup    |
| Pyeonghae (평해읍, 平海邑) | 3 439            | 37,19            | 92                | eup    |
| Hupo (후포면, 厚浦面)      | 8 512            | 22,16            | 384               | myeon  |
| Buk-myeon (북면, 北面)     | 7 301            | 142,06           | 51                | myeon  |
| Jukbyeon (죽변면, 竹邊面)  | 6 946            | 18,34            | 379               | myeon  |
| Geunnam (근남면, 近南面)   | 3 020            | 57,83            | 52                | myeon  |
| Giseong (기성면, 箕城面)   | 2 984            | 98,56            | 30                | myeon  |
| Wonnam (원남면, 遠南面)    | 2 541            | 101,54           | 25                | myeon  |
| Onjeong (온정면, 溫井面)   | 2 137            | 131,82           | 16                | myeon  |
| Seo-myeon (서면, 西面)     | 1 630            | 298,29           | 5                 | myeon  |

## Culture et tourisme

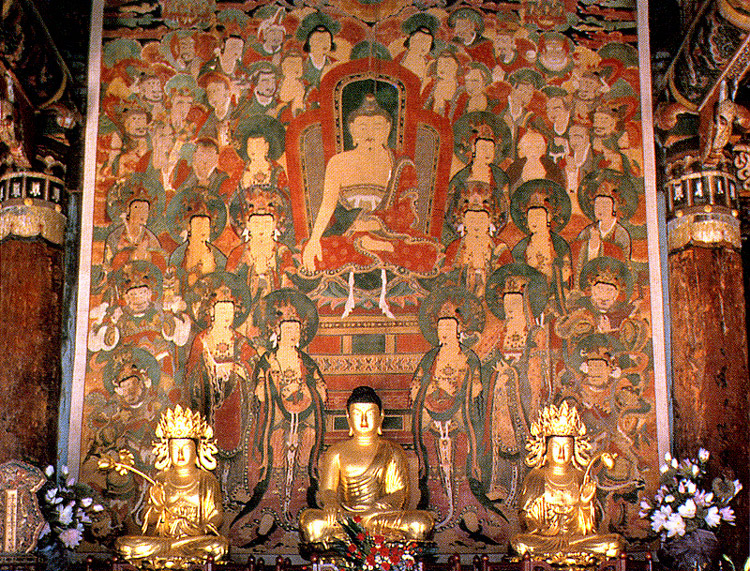
Le prêche de Bouddha à Bulyeongsa

Les principales montagnes sont le Baekamsan (백암산, 1004 m), le Tonggusan (통고산, 1067 m) et l'Eungbongsan (응봉산, 999 m). Bien que la côte soit rocheuse et que les montagnes tombent directement dans la mer, les ruisseaux ont pu former des criques et de belles plages,.
Les principaux sites historiques sont, :
- Le monument de Silla du village de Bongpyeong a été classé trésor national n° 242. Il est maintenant au centre d'un musée[9].
- Bulyeongsa (le temple du reflet de Bouddha), un temple bouddhiste fondé en 651.
- La pagode à trois niveaux de Gusan-ri, haute de 3,49 m et bâtie en pierre au temps du royaume de Koryo (918-1392).
- Les trois pavillons Yeonhojeong (début du XXe siècle, Wolseongjeong (Koryo, restauré en 1980) et Mangyangjeong (dynastie Joseon) sont des destinations populaires. Ce dernier est même traditionnellement considéré comme l'un des huit plus beaux sites de la côte est.
- Seongryugul (la grotte où séjourne les Bouddhas, un nom qu'elle doit à la guerre Imjin où elle a servi de cachette pour les statues bouddhistes) est une grotte ornée de stalactites longue de 472 mètres. Elle est très poissonneuse car elle comporte cinq étangs.
- Le mémorial du pont sur le Bukcheon à Pyeonghae date de 1603 et commémore la construction du pont. Il porte l'une des rares inscriptions qui permettent de reconstituer les anciennes prononciations du coréen.
- Haewolheon, la maison de Haewol, de son vrai nom Hwang Yeo-il, construite en 1588 et restaurée en 1847 possède un toit simple de style paljak et des objets lui ayant appartenu.
- Les temples confucéens d'Uljin et de Pyeonghae.

Uljin possède le plus vieux document officiel de Corée, le hongpae (diplôme permettant de rentrer au service du gouvernement) de Jang Yang-su datant de 1205